# 克里斯蒂娜·费尔南德斯·德基什内尔遇刺事件
克里斯蒂娜·费尔南德斯·德基什内尔遇刺事件发生在当地时间2022年9月1日晚上9点，阿根廷副总统克里斯蒂娜·费尔南德斯·德基什内尔在布宜诺斯艾利斯雷科莱塔官邸前遭一名男子持半自動手槍袭击。手枪虽然距克里斯蒂娜的离咫尺之遥，但因手枪卡弹没有射出，嫌犯则被当场逮捕。据警方调查，嫌疑人身份为35岁巴西籍男子费尔南多·安德烈·萨巴格·蒙蒂尔，1993年起住在阿根廷；目前调查仍在进行中，嫌疑人仍在押。

## 背景

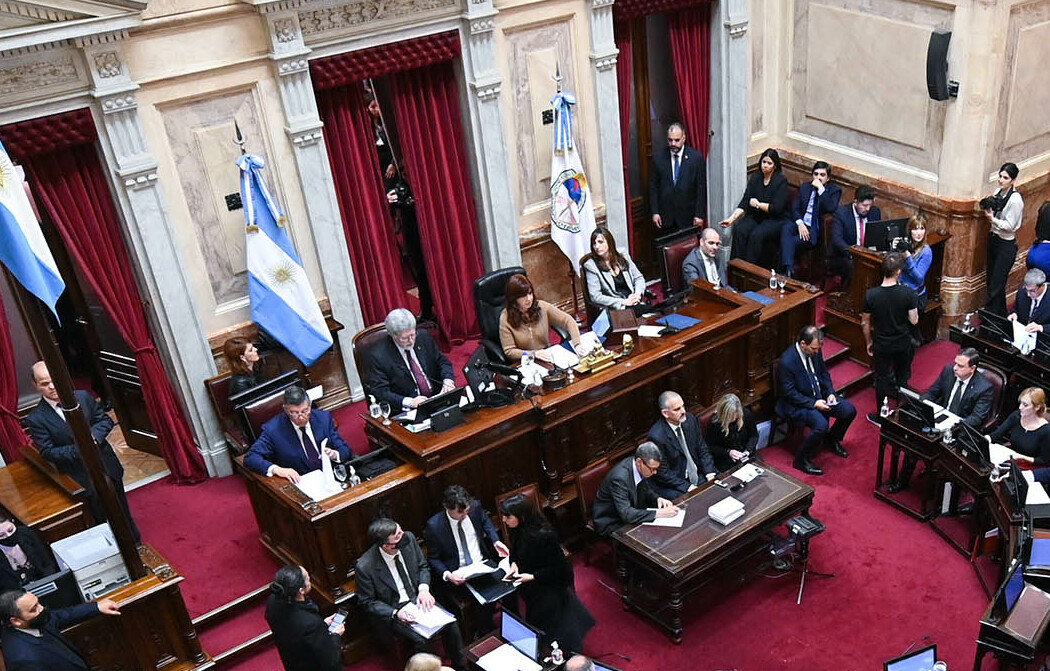
案发当天下午2点40分，克里斯蒂娜在阿根廷国家参议院主持会议。

2007年，克里斯蒂娜·费尔南德斯·德基什内尔当选阿根廷总统，接任放弃竞逐连任的丈夫内斯托尔·基什内尔。到2015年，克里斯蒂娜卸任总统，结束八年的两任任期。在2019年10月27日举行的2019年阿根廷大选中，克里斯蒂娜与竞选搭档阿尔韦托·费尔南德斯胜选，同年12月10日正式就任副总统。
2022年8月23日，阿根廷检察官迭戈·卢西亚尼（Diego Luciani）以克里斯蒂娜与丈夫内斯托尔牵涉拉萨罗·贝兹腐败案（又称基什内尔主义金钱之路）为由，建议判处克里斯蒂娜12年监禁加禁止出任公职。随后，反对派阵营在克里斯蒂娜官邸前举行抗议活动，要求克里斯蒂娜下台，而亲政府人士则到场声援。相关活动在案发前已经持续了将近一周。克里斯蒂娜在临时搭建的演讲台上演讲，公开反击反对派人士，指责抗议活动是在“怨恨庇隆主义”，呼吁反对派和亲政府人士回家。然而双方的示威活动并没有因此消停，反而演变成暴力冲突，一名男子因把活動扳手当成武器而遭逮捕。案发前一天，布宜诺斯艾利斯警察与示威者爆发警民冲突。2022年8月30日，一名法官请求向克里斯蒂娜提供联邦层级的保护，建议阿根廷联邦警察或阿根廷國家憲兵出动，以升级克里斯蒂娜当时已获得的布宜诺斯艾利斯警察的保护；外界认为此举明显针对克里斯蒂娜官邸前的大批示威者。
然而，布宜诺斯艾利斯市长奥拉西奥·罗德里格斯·拉雷塔拒绝遵守法官命令，反而要求克里斯蒂娜“承担责任”，这样反对派才会回家；拉雷塔近期不断批评庇隆主义政府的行为。

## 案发过程
2022年9月1日晚上8点50分，克里斯蒂娜主持完阿根廷国家参议院的会议，回到雷科莱塔的宅邸。门外一名支持者拿出克里斯蒂娜的自传《真诚待人》，希望克里斯蒂娜签名。就在克里斯蒂娜签名的时候，一名男子走到她面前，对着她的脸扣响半自动手枪的扳机，但没有打出子弹。现场报道显示，克里斯蒂娜当时下意识地用手挡住自己的脸，往后退了几步；克里斯蒂娜后来说没有看到枪。另一则报道称克里斯蒂娜当时可能是在弯腰捡起地上的东西。无论如何，克里斯蒂娜并没有受伤，嫌犯则被他的随扈按倒在地。
警方后来在现场捡到作案用的Bersa .32口径半自动手枪，枪的弹匣装有五发子弹，但没有一发进了膛室。有报道指枪手扣动扳机两下，但两下都没有射出子弹。虽然枪的序列号被部分擦除，警方还是认为这把枪“能够开火”。另一方面，英国《卫报》表示也有报道称嫌犯没有扣扳机；然而现场视频录下了清晰的咔哒声。

## 嫌犯
嫌犯是35岁巴西男子费尔南多·安德烈·萨巴格·蒙蒂尔（Fernando André Sabag Montiel，1987年1月13日出生），住拉巴德曼区，1993年移民。费尔南多曾是优步司机。2021年3月17日，费尔南多因所驾驶车辆没有后牌被交通警察检查，结果因为车内有一把35厘米长的刀被逮捕，罪名是持有“非常规武器”。案件最终被检方以“无关紧要”为由撤销。
案发几个礼拜前，费尔南多在纪事电视的街头采访中批评政府的福利计划“养懒人”。在这场电视采访及其个人的社交媒体贴文中，费尔南多批评了克里斯蒂娜和她的政治对手哈维尔·米萊。
费尔南多的左臂纹有一个黑太阳，右臂有一个鐵十字，两者是纳粹主义的标志。他在社交媒体上关注了许多神秘宗教，譬如威卡教、撒旦派共产主义、赫耳墨斯派神秘学及反精神病人导师，也有几个激进或仇恨团体。相关账号在案发后被封锁。费尔南多据报有虐待女性和动物的倾向。
到2022年9月3日，费尔南多被关押在市长办公室的单人牢房，一直拒绝接受笔录。女友布伦达·乌利亚特（Brenda Uliarte）在犯案前与费尔南多有过接触，于第二天被警方带走调查。

## 后续

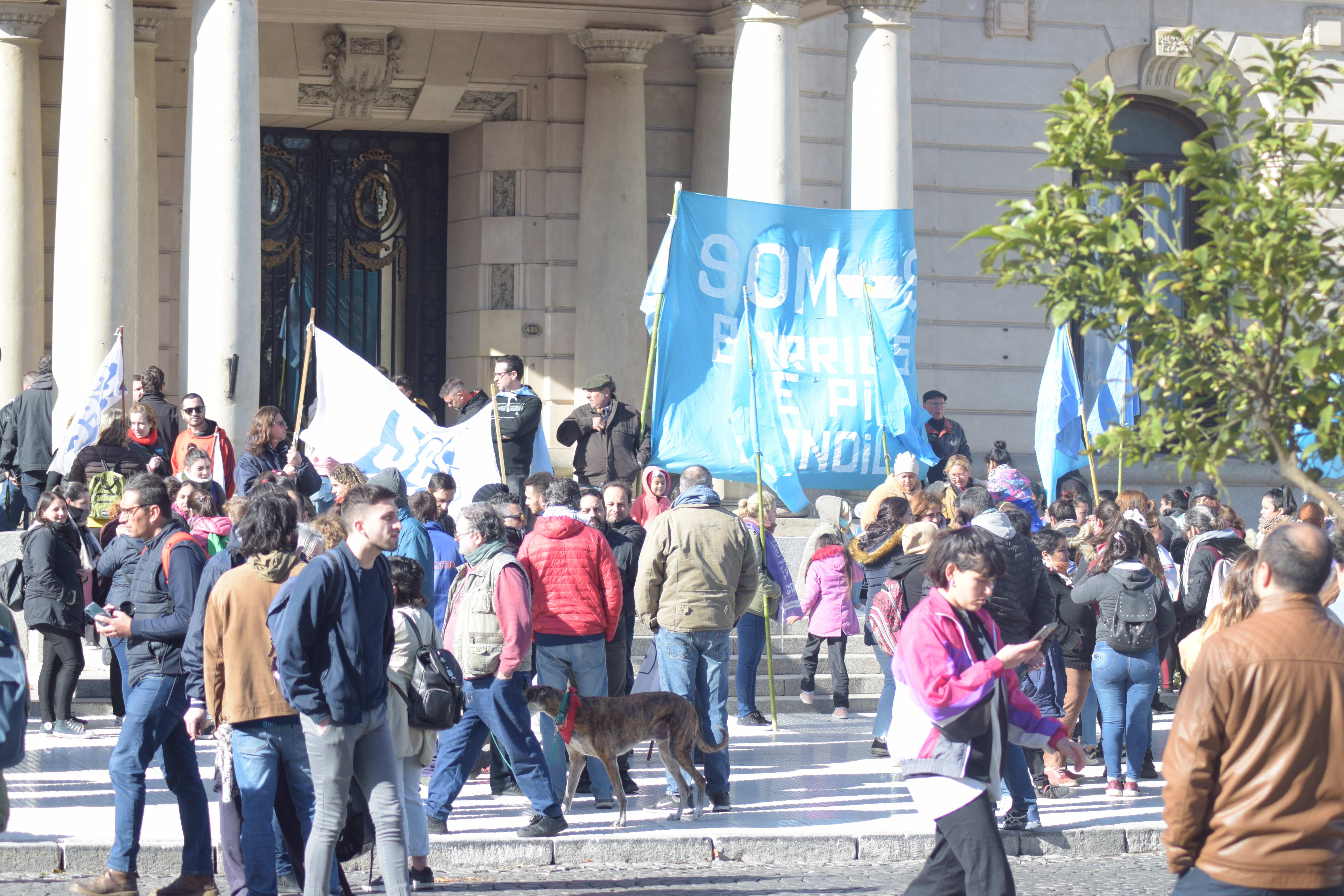
坦迪爾的示威活动

阿根廷总统阿尔韦托·费尔南德斯宣布调查工作由联邦法官玛丽亚·尤金妮亚·卡普切蒂（María Eugenia Capuchetti）主导，卡洛斯·里沃洛（Carlos Rívolo）担任检察官。嫌犯将由公设辩护人胡安·曼努埃尔·赫米达（Juan Manuel Hermida）辩护。控方计划对嫌犯提出谋杀未遂的指控。初步调查未显示嫌犯与犯罪团队有联系，共犯则在调查中。调查人员在嫌犯位于扎加拉维拉（Villa Zagala）街区的出租屋内搜到大约100发子弹。参议院组建委员会调查事件。
总统阿尔韦托·费尔南德斯在案发几小时后发表全国电视讲话，称事件“是我们恢复民主以来最严重的事件”，同时宣布第二天全国放假（反对派统治的胡胡伊省和门多萨省未放假）。政府呼吁民众于9月2日在五月广场举行集会，声援克里斯蒂娜，结果布宜诺斯艾利斯等城市有大批民众响应。支持者打出“受够了仇恨”“如果他们敢动克里斯蒂娜，我们就会制造混乱”等标语。
多位政府部长、前总统毛里西奧·馬克里及外国政府谴责事件。9月3日，阿根廷国家众议院通过一项跨党派决议草案，否认遇刺事件存在。投票结束后，共和国方案的党员离场抗议，党主席克里斯蒂安·里东多批评议会“不应该成为复制国家元首声明的地方”，反对派对这个问题的看法已和政府一致。
事件也引发了一些阴谋论。圣达菲省长阿玛莉亚·格拉纳塔称事件是“哑剧”，西班牙门户网站“数字自由”的记者也持类似看法。拉美社会研究所（Latin American Social Research Institute）政治学家彼得·努涅斯（Pedro Núñez）向德国之声表示：“司法系统很明显需要迅速行动，因为事实会随时间稀释，阴谋论会不断浮现，这是最糟糕的情况。”